# Боровское озеро
Боровско́е озеро — водоём в Нижегородской области. Находится в кварталах 43 и 44 Козинского лесничества. Общая площадь 183,3 га, охранная зона — 271,7 га. Является государственным памятником природы с 17 августа 1976 года (решение Горьковского облисполкома № 558). Площадь поверхности — 1,83 км². Высота над уровнем моря — 82 м.
В районе озера открыто 19 стоянок древнего человека, датируемых VI—II тысячелетием до Н. Э.
Значение памятника природы:
- охрана генофонда (редкие виды растений);
- охрана ценофонда (эоловые озёра);
- научное (зоологическое, ботаническое, археологическое);
- водоохранное;
- ресурсоохранное (сохранение клюквенников, охотфауны)

1. ↑  Ресурсы поверхностных вод СССР: Гидрологическая изученность. Т. 10. Верхне-Волжский район / под ред. В. П. Шабан. — Л.: Гидрометеоиздат, 1966. — 528 с.